# Hodinová pozice

Hodinová pozice: Pozorovatel je uprostřed ciferníku a dívá se (pohybuje se) ve směru červené šipky. Pak je červený bod na pozici 12 hodin, zelený na 2 hodinách, žlutý na 6 hodinách, modrý na 9 hodinách.

Hodinová pozice je relativní směr k objektu určený pomocí analogie s dvanáctihodinovým ciferníkem. Představte si, že stojíte uprostřed ciferníku, který leží pod vámi (případně stojí před vámi) a nabízí dvanáct směrů, do kterých míří značky na celých hodinách (kolem dokola číselníku). V této analogii je směr, kterým se díváte (případně směr, kterým se pohybujete) na pozici 12 hodin, zatímco přímo za vámi je pozice 6 hodin, přímo napravo pak 3 hodiny a přímo vlevo 9 hodin. Podobně lze použít další značky celých hodin.
Hodinová pozice je používána zejména v letectví nebo námořnictví, protože ve vzduchu nebo na moři nejsou k dispozici orientační body. Zároveň je hodinová pozice srozumitelnější než udání relativního azimutu ve stupních (jako odchylka od přímého směru) a umožňuje tak snadné odlišení relativního azimutu (udávaného jako hodinová pozice) od absolutního azimutu (udávaného ve stupních). Z toho vyplývá, že místo hodinové pozice by bylo možné použít relativní odchylku od přímého směru ve stupních, kde 1 hodina je 30°, 6 hodin je 180° atd.
V letectví může být hodinová pozice doplněna o slovo nahoře (anglicky high) nebo dole (anglicky low), což označuje nad nebo pod obzorem (tj. pod nohama pozorovatele).

## Užití
Hodinová pozice (cíle) je často používána tam, kde je zřejmý přímý směr (jedoucí automobil, plující loď, letící letadlo, mířící odstřelovač, společně postupující vojenská jednotka atd.).

### Geocaching
Mobilní aplikace c:geo pro Geocaching obsahuje navigační kompas, který graficky znázorňuje azimut a vzdálenost k cíli. Pro pohyb v terénu je možné zapnout hlasovou navigaci (aby nebylo nutné se dívat na displej), kdy je periodicky hlášena hodinová pozice (vztažená k okamžitému směru pohybu) a vzdálenost, např.: „Dvě hodiny, šedesát metrů.“. Lovec kešek (kačer) tak ví, že musí zabočit mírně vpravo, aby šel přímo k cíli.

### Letectví
Když navigátor sdělí pilotovi v letícím letadle, že cíl je na devíti hodinách, pak pilot ví, že pohledem doleva kolmo ke směru letu cíl uvidí. Pokud by navigátor hlásil, že cíl je na dvanácti hodinách, bude pilot udržovat směr v dosavadním směru letu.